# Alfa Romeo 179D
Chronologie des modèles (1981 - 1982)
Alfa Romeo 179C Alfa Romeo 182
L'Alfa Romeo 179D est une monoplace de Formule 1 engagé par Alfa Romeo pour quelques Grands Prix du championnat du monde de Formule 1 1981 ainsi qu'au Grand Prix automobile d'Afrique du Sud 1982. Ses pilotes sont Mario Andretti, Bruno Giacomelli et Andrea De Cesaris.

## Historique

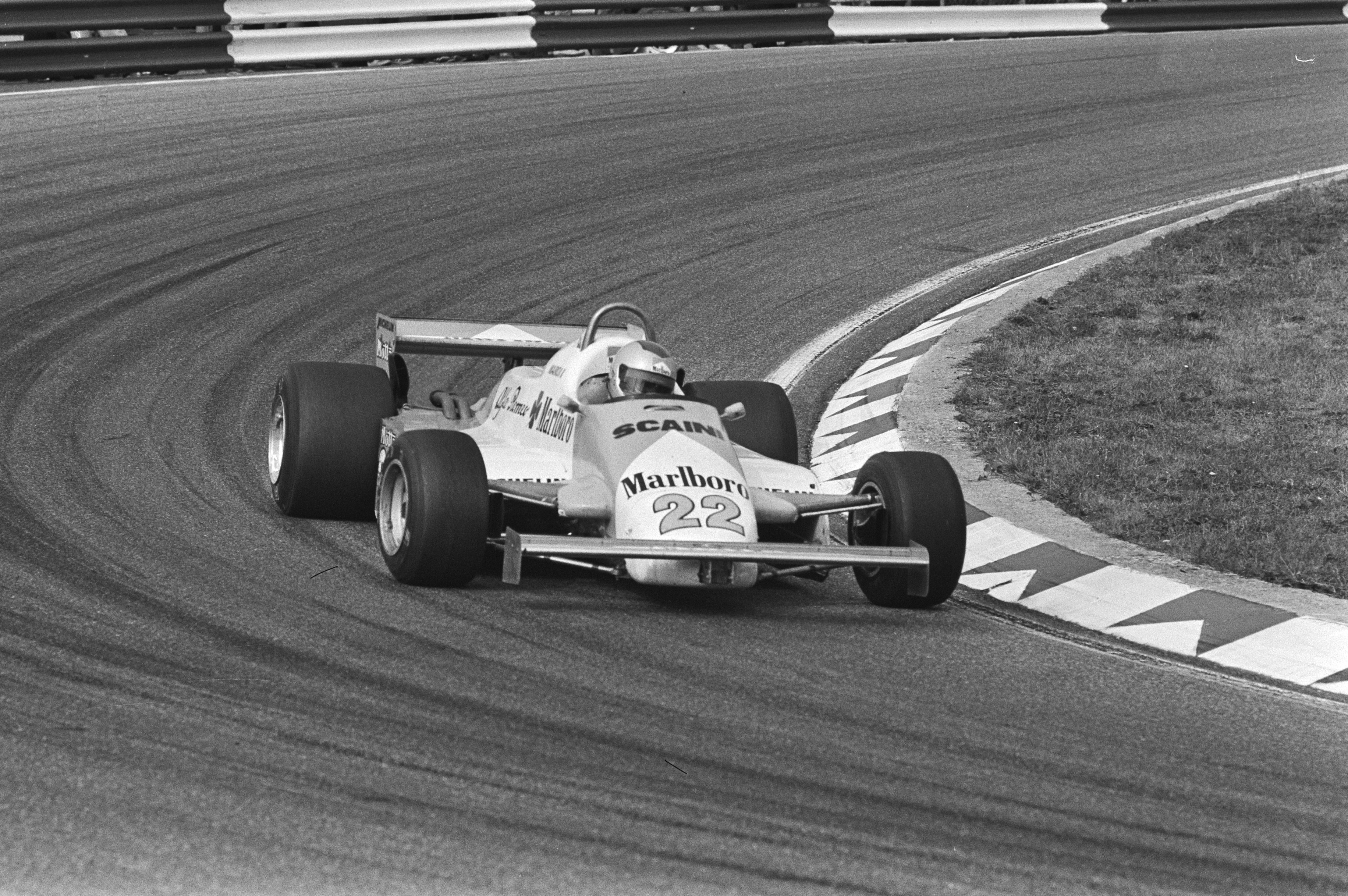
Mario Andretti au volant de la 179D au Grand Prix des Pays-Bas en 1981.

L'Alfa Romeo 179D est une monoplace assez médiocre qui essuie de nombreux abandons pour raisons techniques. La meilleure qualification est obtenue par Mario Andretti, septième aux Pays-Bas et le meilleur résultat en course est une septième place au Canada. 
Alfa Romeo se classe neuvième du championnat des constructeurs avec 10 points, devant Tyrrell Racing et derrière Arrows.
Bruno Giacomelli, avec 7 points, se classe quinzième du championnat des pilotes devant Marc Surer et derrière Nigel Mansell. Andretti, dix-septième avec 3 points, est derrière Surer et devant Andrea De Cesaris.
La 179D est engagée pour la dernière fois en 1982 lors du Grand Prix d'Afrique du Sud avec Bruno Giacomelli et Andrea De Cesaris qui se qualifie seizième devant Eddie Cheever et derrière Elio De Angelis ; il termine la course treizième devant Derek Daly et derrière Jochen Mass. Giacomelli, qualifié dix-neuvième derrière Nigel Mansell et devant Manfred Winkelhock, termine la course onzième devant Jochen Mass et derrière Manfred Winkelhock.

## Résultats en championnat du monde de Formule 1
| Saison | Écurie                   | Moteur              | Pneus    | Pilotes           | Courses | Courses | Courses | Courses | Courses | Courses | Courses | Courses | Courses | Courses | Courses | Courses | Courses | Courses | Courses | Courses | Points inscrits | Classement |
| Saison | Écurie                   | Moteur              | Pneus    | Pilotes           | 1       | 2       | 3       | 4       | 5       | 6       | 7       | 8       | 9       | 10      | 11      | 12      | 13      | 14      | 15      | 16      | Points inscrits | Classement |
| ------ | ------------------------ | ------------------- | -------- | ----------------- | ------- | ------- | ------- | ------- | ------- | ------- | ------- | ------- | ------- | ------- | ------- | ------- | ------- | ------- | ------- | ------- | --------------- | ---------- |
| 1981   | Marlboro Team Alfa Romeo | Alfa Romeo 1260 V12 | Michelin |                   | EUO     | BRÉ     | ARG     | SMR     | BEL     | MON     | ESP     | FRA     | GBR     | ALL     | AUT     | P-B     | ITA     | CAN     | LVE     |         | 10*             | 9e         |
| 1981   | Marlboro Team Alfa Romeo | Alfa Romeo 1260 V12 | Michelin | Mario Andretti    |         |         |         |         |         |         |         |         |         | 9e      | Abd     | Abd     | Abd     | 7e      |         |         | 10*             | 9e         |
| 1981   | Marlboro Team Alfa Romeo | Alfa Romeo 1260 V12 | Michelin | Bruno Giacomelli  |         |         |         |         |         |         |         |         |         | 15e     | Abd     |         |         |         |         |         | 10*             | 9e         |
| 1982   | Marlboro Team Alfa Romeo | Alfa Romeo V12 1260 | Michelin |                   | AFS     | BRÉ     | EUO     | SMR     | BEL     | MON     | EUE     | CAN     | P-B     | GBR     | FRA     | ALL     | AUT     | SUI     | ITA     | LVE     | 7**             | 10e        |
| 1982   | Marlboro Team Alfa Romeo | Alfa Romeo V12 1260 | Michelin | Andrea De Cesaris | 13e     |         |         |         |         |         |         |         |         |         |         |         |         |         |         |         | 7**             | 10e        |
| 1982   | Marlboro Team Alfa Romeo | Alfa Romeo V12 1260 | Michelin | Bruno Giacomelli  |         |         |         |         |         |         |         |         |         |         |         |         |         |         |         |         | 7**             | 10e        |

Légende : ici 

* 10 points marqués avec l'Alfa Romeo 179C.

* 7 points marqués avec l'Alfa Romeo 182.